# Kudelin Point
Der Kudelin Point (englisch; bulgarisch нос Куделин nos Kudelin) ist eine Landspitze an der Loubet-Küste des Grahamlands im Norden der Antarktischen Halbinsel. Sie markiert 27,4 km östlich des Madell Point, 18,3 km südlich des Phantom Point und 2,55 km nordöstlich des Gostilya Point die Nordostseite der Einfahrt zur Tlachene Cove, einer Nebenbucht der Darbel Bay. Sie wurde durch den Rückzug des Hopkins-Gletschers in den 1980er und 1990er Jahren freigelegt.
Britische Wissenschaftler kartierten sie 1976. Die bulgarische Kommission für Antarktische Geographische Namen benannte sie 2013 nach der Ortschaft Kudelin im Nordwesten Bulgariens.